# Цолак Овсепян
Цолак Овсепян (вірм. Ցոլակ Հովսեփյան, зах-вірм. Ցոլակ Յովսէփեան (18 лютого 1918 , Багдад  — 17 листопада 2022 , Монровія, Каліфорнія )) — вірменський фотограф, представник Дашнакцутюн.

## Біографія

### Дитинство
Цолак Овсепян народився 18 лютого 1918 року в Багдаді. Його батько, Андранік Овсепян, переїхав до Вагаршапата з Васпуракана, мати, Шушан, була з нахічеванського села в Атропатені. У подружжя Андраніка і Шушан Овсепян було п'ятеро дітей. Під час національно-визвольної боротьби Андранік перевозив зброю з Тебризу до Вірменії, брав участь у революційному русі.

### Освіта
Початкову освіту Цолак Овсепян здобув у дошкільному закладі імені Міграна Аваджяна, а середню — у Перекладацькому національному коледжі. Також відвідував курси в Американській середній школі.
У 1935 році вступив до лав студентського союзу Вірменської революційної федерації, потім у 1937 році вступив до лав партії. У 1936 році він один рік відвідував Американську гімназію в Помпеях, Індія. У 1943 році Левон-паша Шогоян відправив його до Ірану, де познайомився з політиками Багдіком Мінасяном і Айкаком Госояном. Також зустрівся з лідером Тебризу архієпископом Нерсесом Меліктангяном. Пробув в Ірані протягом місяця, об'їхав райони аж до Урмії, а потім повернувся до Багдада.

### Фотографічна діяльність
В юності він купив свій перший фотоапарат без об'єктивів. Пізніше, в 1945 році, разом зі своїм братом відкрив свою першу фотостудію під назвою «Studio HAS», яка діяла в Багдаді.
Був членом Товариства американських фотографів. У 1954 році одна з його фотографій з'явилася на обкладинці журналу The Photographer.
У 1952 році він відвідав Алеппо і взяв участь у міжфілійних іграх «Повернення додому» та фінальному марші. Там він познайомився з Грачем Папазяном, Симоном Врацяном, Георгієм Мартікяном та іншими відомими людьми. У 1945—1972 роках часто відвідував Бейрут.
У 1966 році спочатку переїхав до східного регіону США, Нью-Йорка та Вашингтона, а через місяць переїхав до Каліфорнії та оселився в Пасадіні. Проживав у Монровії, поблизу Пасадени. Оселившись у Каліфорнії, він продовжив займатися фотографією, співпрацював з вірменською пресою.

### Візит до Вірменії
У 1968 році, дізнавшись про відкриття меморіального комплексу Сардарапат, він з групою друзів вперше відвідав Вірменію. Після здобуття Вірменією незалежності більше 20 разів відвідував Вірменію та Арцах.

## Пожертвування
Цолак Овсепян передав колекцію фотографій зі свого альбому «Harazat demker» для використання в проектах Вікімедіа. Збірка доступна у вікісховищі.